# Valle di Fraele
La Valle di Fraele (chiamata anche, erroneamente, Valle di Cancano - La val Cancano è in realtà una piccola valle laterale) è una piccola valle a nord dell'Alta Valtellina, in Lombardia.

## Geografia fisica

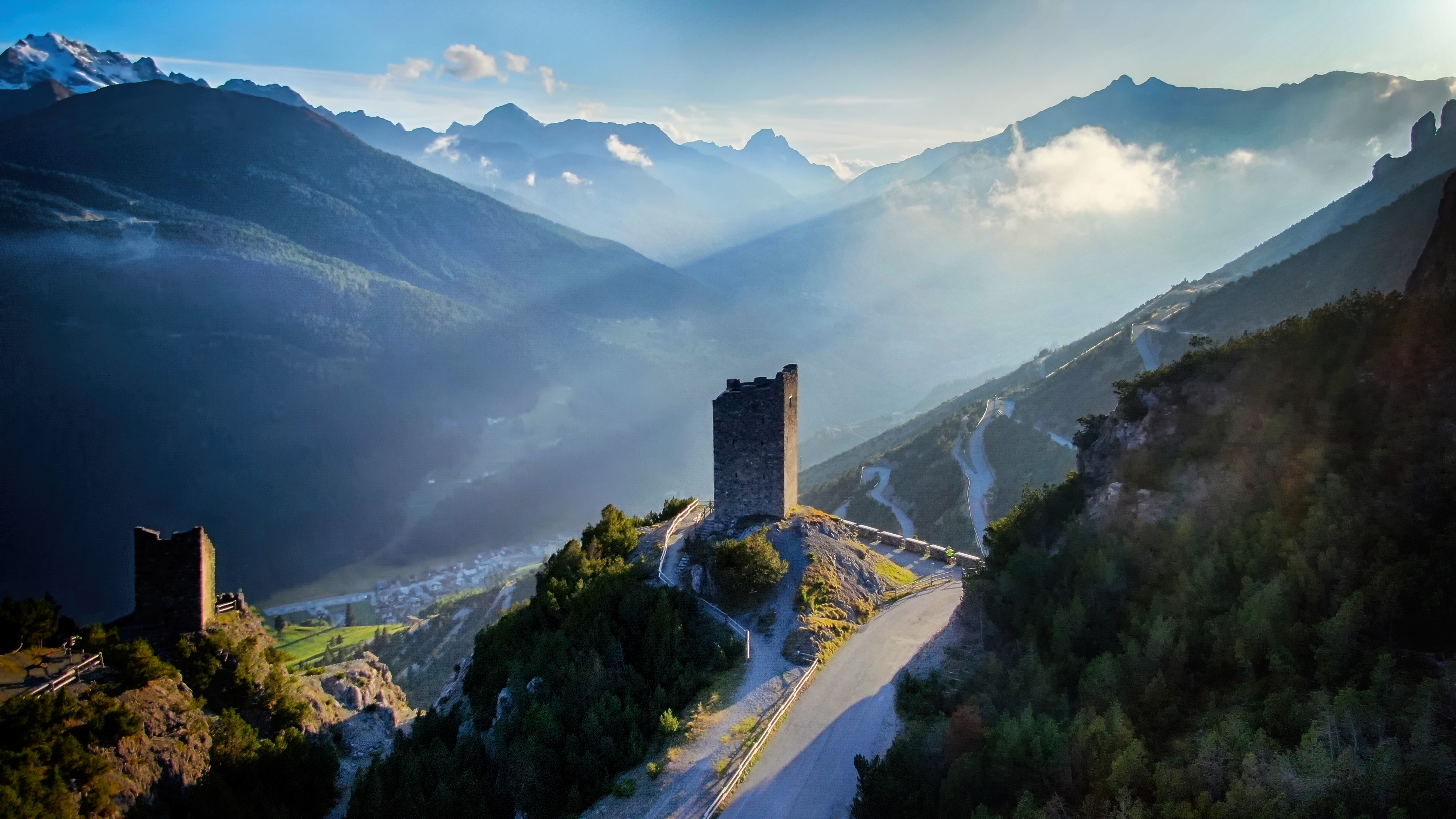
Torri di Fraele

Raggiungibile da una strada a tornanti segnata sulla provinciale che porta da Bormio a Livigno, l'entrata è contraddistinta dalla presenza di due torri denominate torri di Fraele visibili per tutta la strada che sale da Bormio. Nella valle non sono presenti centri abitati, ma solo alcuni esercizi ricettivi sono aperti durante la stagione estiva. 
A sud-est la valle si apre verso l'abitato di Bormio, a sud su quello di Isolaccia (alla quale è collegata dalla strada di cui sopra). A nord-ovest confina con le valli del Gallo e della Mora (così chiamata dai fiumi che le creano, Acqua del Gallo e Aua da Val Mora) nel punto in cui i due fiumi confluiscono, non lontano dal confine fra Italia e Svizzera presso il passo Mora. L'accesso al confine, non presidiato, avviene tramite sentiero sterrato non carrabile.

### Orografia
Dal punto di vista orografico si trova nelle Alpi Retiche occidentali e separa le Alpi di Livigno a sud-ovest dalle Alpi della Val Müstair a nord-est.

### Idrografia

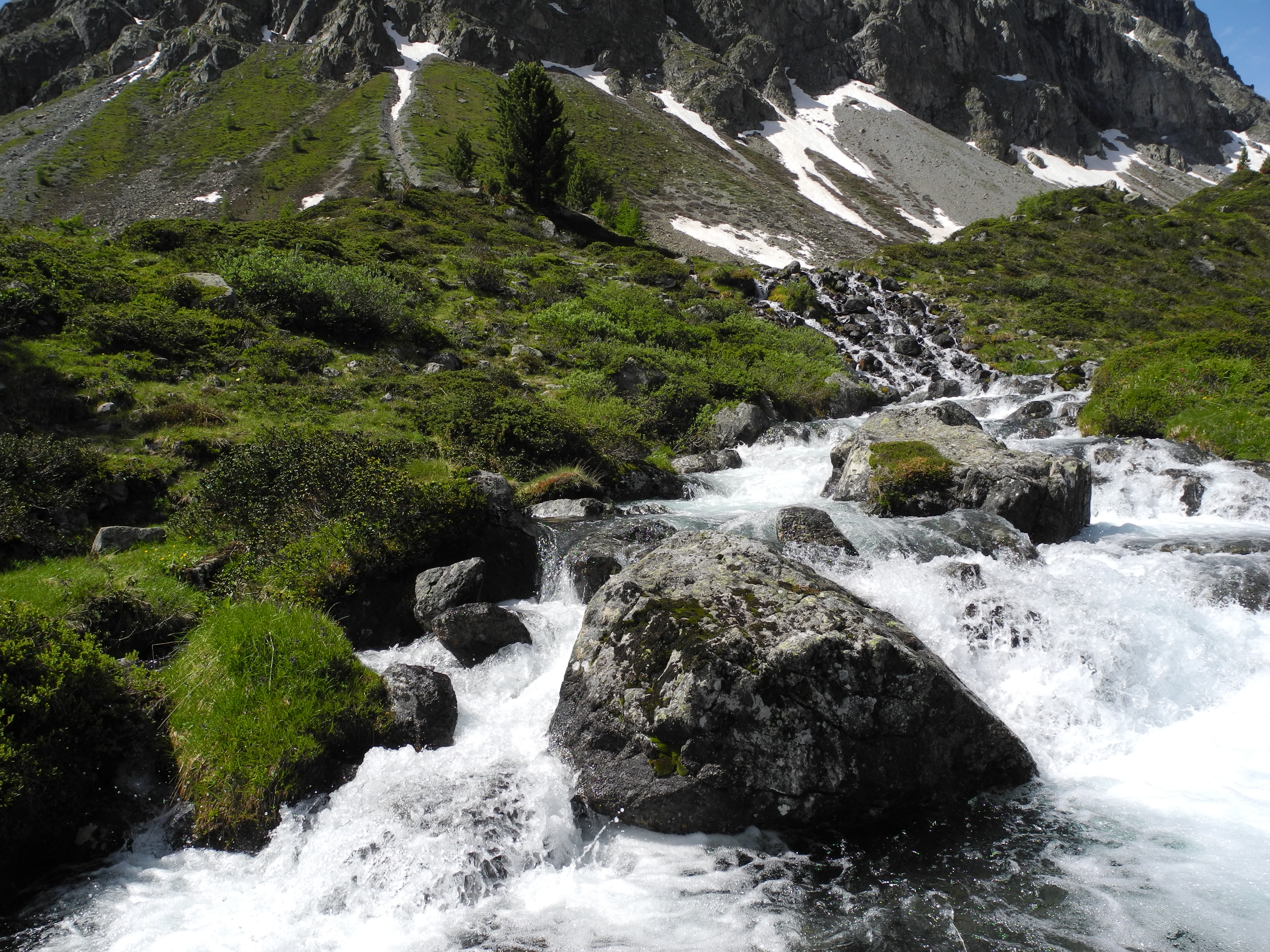
Viola Bormida

La valle è caratterizzata dalla presenza di due laghi artificiali, i laghi del Cancano, alimentati (principalmente) dalle acque dell'Adda, la cui sorgente è all'estremo nord-occidentale della valle, e dalla quale esce nella parte sud-orientale. Un terzo lago, naturale, il Lago delle Scale, è invece locato all'ingresso meridionale.
Le acque dei laghi hanno alimentato la Centrale idroelettrica di Rasin, posta circa 600 metri più a valle, con la quale erano collegate da un sistema di condutture visibili tutt'oggi sul lato della montagna, appena fuori dall'abitato di Isolaccia. Le acque, poi, confluivano nella Viola Bormina. La centrale, entrata in attività nel 1928, è stata dismessa definitivamente nel 2004.